# Benny Goodman
Benny Goodman (Chicago, Illinois, 1909. május 30. – New York, 1986. június 13.) amerikai klarinétművész, zenekarvezető, a „szving királya”.

## Élete
Tízéves korában a chicagói Kehelah Jacob Zsinagógában kezdett klasszikus klarinétjátékot tanulni. 1921-ben lépett fel először. 1925-ben került Ben Pollack együtteséhez, először Chicagóban, aztán New Yorkban léptek fel. 1929-től önálló zenészként rádióknál és hangstúdiókban dolgozott, többek között Gershwin-felvételeken.
1934-ben létrehozta első big bandjét. Fletcher Henderson komponált és hangszerelt a zenekarnak. 1935-ben négy lemezt készített Teddy Wilsonnal, – aki az első afroamerikai zenész volt fehér zenészek között – és Gene Krupával (Benny Goodman Trio). Az 1935 nyarán lebonyolított turnéja nagy sikert aratott. Ezzel kezdődött meg a dzsessz-zene szving-korszaka. 1936-ban triója kvartetté bővült Lionel Hampton, a második színes bőrű zenész belépésével. Ezzel, az akkor forradalminak (és sokakat megbotránkoztató, heves sajtóvitákat kavaró) összeállítással Benny Goodman nagyon sokat tett az amerikai feketék egyenjogosításáért.
Elkészültek az együttes első filmjei is: The Big Broadcast of 1937, Hollywood Hotel. 1938-ban a Carnegie Hallban játszott, és Duke Ellington vendégművészeként is szerepelt.
Mint klasszikus muzsikus is hírnevet szerzett: előadta például Mozart Klarinétkvintettjét. 1938-ban a Budapest Vonósnégyessel is együtt dolgozott. Ő rendelte meg Bartóktól a Kontrasztokat, és 1939 januárjában bemutatta a Carnegie Hallban. Dolgozott Coplanddel, Hindemith-tel, Bernsteinnel, Poulenc-kel, Stravinskyval, és másokkal is.